# キャスパー・ユンカー
キャスパー・ユンカー（Kasper Junker）ことキャスパー・オーランド・ユンカー（Kasper Aalund Junker、1994年3月5日 - ）は、デンマーク・ヴァイレ出身のプロサッカー選手。Jリーグ・名古屋グランパス所属。ポジションはフォワード（FW）。元デンマーク代表。

## クラブ経歴
ユース時代は数々のチームを渡り歩き、2012年にラナースFCと契約。2013年にトップチームに昇格。2014年3月7日のFCベストシェラン戦でプロデビュー。2016年7月にオーフスGFに移籍し、主力選手に成長。2018年夏にはACホーセンスに移籍。2018-19シーズン途中にローン移籍でプレーしたスターベクIFで得点能力が開花。半年間のプレーながら12試合6ゴールを記録した。
2019年12月17日、FKボデ/グリムトと3年契約を締結。加入1年目の2020年シーズンは、リーグ戦27ゴールを決め、得点王を獲得。チームを初優勝に導き、MVPも受賞した。
2020年12月27日には国際サッカー連盟 (FIFA) の公式サイト上での特集「A year to remember for five little-known hotshots（世界的にあまり知られていない5人のストライカー）」の一人に元柏レイソルのマイケル・オルンガと共にピックアップされた。
2021年に入り、Jリーグ参戦の可能性が報じられる。4月1日、正式に浦和レッズと契約することが発表された。

5月5日のルヴァンカップ第5節・柏レイソル戦にてデビューし浦和加入後初ゴールを記録。続く5月9日のJ1第13節・ベガルタ仙台戦でリーグ戦デビューを果たし、その試合でリーグ戦初ゴールを挙げると、以降のリーグ戦3試合でもゴールを挙げ、リーグ戦デビューから4試合連続でゴールを奪った。6月20日の湘南ベルマーレ戦でのゴールがJリーグ月間ベストゴールに選ばれた。8月の練習中に右頬骨を骨折して以降は酷暑や股関節痛などで出場機会・得点ペースが落ちたが、それでも21試合でチームトップの9得点を挙げて優秀選手賞に輝いた。
2022年5月18日、J1第11節の横浜F・マリノス戦で移籍後初のハットトリックを決めた。AFCチャンピオンズリーグ準決勝、全北現代戦では1-2から同点に追いつくゴールを挙げ、その後のPK戦でも決めて決勝進出に貢献した。2022シーズンは怪我が重なった影響で昨年の様な活躍は出来ず、リーグ戦では21試合で7得点に終わった。
2023年シーズン、名古屋グランパスへの期限付き移籍が発表された。この年より背番号の規定が変更され、51番以上の背番号を選べるようになったため、背番号は「77」となった。開幕戦の横浜FC戦で移籍後初ゴールを決めた。最終的にリーグ戦では得点ランキング3位となる16得点を挙げた。
2024年シーズンより完全移籍に移行。5月15日、14節のFC東京戦でハットトリックを決めた。
2025年2月4日、名古屋のキャンプ中に負傷し、ふくらはぎ肉離れと診断された。

## 個人成績

### クラブ
| 国内大会個人成績 | 国内大会個人成績 | 国内大会個人成績 | 国内大会個人成績 | 国内大会個人成績 | 国内大会個人成績 | 国内大会個人成績 | 国内大会個人成績 | 国内大会個人成績 | 国内大会個人成績 | 国内大会個人成績 | 国内大会個人成績 |
| 年度             | クラブ           | 背番号           | リーグ           | リーグ戦         | リーグ戦         | リーグ杯         | リーグ杯         | オープン杯       | オープン杯       | 期間通算         | 期間通算         |
| 年度             | クラブ           | 背番号           | リーグ           | 出場             | 得点             | 出場             | 得点             | 出場             | 得点             | 出場             | 得点             |
| デンマーク       | デンマーク       | デンマーク       | デンマーク       | リーグ戦         | リーグ戦         | リーグ杯         | リーグ杯         | オープン杯       | オープン杯       | 期間通算         | 期間通算         |
| ---------------- | ---------------- | ---------------- | ---------------- | ---------------- | ---------------- | ---------------- | ---------------- | ---------------- | ---------------- | ---------------- | ---------------- |
| 2012-13          | ラナース         | 28               | スーペルリーガ   | 0                | 0                | 0                | 0                | -                | -                | 0                | 0                |
| 2013-14          | ラナース         | 28               | スーペルリーガ   | 5                | 0                | 0                | 0                | -                | -                | 5                | 0                |
| 2014-15          | フレゼリシア     | 15               | スーペルリーガ   | 0                | 0                | 0                | 0                | -                | -                | 0                | 0                |
| 2014-15          | ラナース         | 14               | スーペルリーガ   | 4                | 0                | 1                | 1                | -                | -                | 5                | 1                |
| 2015-16          | ラナース         | 14               | スーペルリーガ   | 8                | 0                | 3                | 3                | -                | -                | 11               | 3                |
| 2016-17          | オーフス         | 9                | スーペルリーガ   | 21               | 3                | 3                | 4                | -                | -                | 24               | 7                |
| 2017-18          | オーフス         | 9                | スーペルリーガ   | 19               | 2                | 1                | 0                | -                | -                | 20               | 2                |
| 2018-19          | オーフス         | 9                | スーペルリーガ   | 7                | 0                | 0                | 0                | -                | -                | 7                | 0                |
| 2018-19          | ホーセンス       | 22               | スーペルリーガ   | 17               | 3                | 1                | 0                | -                | -                | 18               | 3                |
| ノルウェー       | ノルウェー       | ノルウェー       | ノルウェー       | リーグ戦         | リーグ戦         | リーグ杯         | リーグ杯         | ノルウェー杯     | ノルウェー杯     | 期間通算         | 期間通算         |
| 2019             | スターベク       | 21               | エリテセリエン   | 12               | 6                | -                | -                | 0                | 0                | 12               | 6                |
| デンマーク       | デンマーク       | デンマーク       | デンマーク       | リーグ戦         | リーグ戦         | リーグ杯         | リーグ杯         | オープン杯       | オープン杯       | 期間通算         | 期間通算         |
| 2019-2020        | ホーセンス       | 10               | スーペルリーガ   | 3                | 0                | 0                | 0                | -                | -                | 3                | 0                |
| ノルウェー       | ノルウェー       | ノルウェー       | ノルウェー       | リーグ戦         | リーグ戦         | リーグ杯         | リーグ杯         | ノルウェー杯     | ノルウェー杯     | 期間通算         | 期間通算         |
| 2020             | ボデ/グリムト    | 21               | エリテセリエン   | 25               | 27               | -                | -                | 0                | 0                | 25               | 27               |
| 日本             | 日本             | 日本             | 日本             | リーグ戦         | リーグ戦         | リーグ杯         | リーグ杯         | 天皇杯           | 天皇杯           | 期間通算         | 期間通算         |
| 2021             | 浦和             | 7                | J1               | 21               | 9                | 6                | 4                | 5                | 3                | 32               | 16               |
| 2022             | 浦和             | 7                | J1               | 21               | 7                | 3                | 0                | 0                | 0                | 24               | 7                |
| 2023             | 名古屋           | 77               | J1               | 33               | 16               | 6                | 0                | 2                | 1                | 41               | 17               |
| 2024             | 名古屋           | 77               | J1               | 19               | 4                | 5                | 0                | 0                | 0                | 24               | 4                |
| 通算             | デンマーク       | デンマーク       | カテゴリー       | 84               | 8                | 9                | 8                | -                | -                | 93               | 16               |
| 通算             | ノルウェー       | ノルウェー       | エリテセリエン   | 37               | 33               | -                | -                | 0                | 0                | 37               | 33               |
| 通算             | 日本             | 日本             | J1               | 94               | 36               | 20               | 4                | 7                | 4                | 121              | 44               |
| 総通算           | 総通算           | 総通算           | 総通算           | 215              | 77               | 29               | 17               | 7                | 4                | 251              | 93               |

出場歴
- Jリーグ初出場・初得点- 2021年5月9日 J1第13節 ベガルタ仙台戦 (埼玉スタジアム2002)

その他の国際公式戦
- 2022年
  - AFCチャンピオンズリーグ2022 6試合4得点

### 代表
| デンマーク代表 | 国際Aマッチ | 国際Aマッチ |
| 年             | 出場        | 得点        |
| -------------- | ----------- | ----------- |
| 2017           | 0           | 0           |
| 通算           | 0           | 0           |

## タイトル

### クラブ
ボデ/グリムト
- エリテセリエン：1回（2020年）

浦和レッズ
- 天皇杯 JFA 全日本サッカー選手権大会：1回（2021年）
- スーパーカップ：1回（2022年）

名古屋グランパス
- Jリーグカップ：1回（2024年）

### 個人
- エリテセリエン MVP：1回（2020年）
- エリテセリエン 得点王：1回（2020年）
- Jリーグ優秀選手賞：1回（2021年）
- J1リーグ月間MVP：1回（2021年5月）
- J1リーグ月間ベストゴール：1回（2021年6月）
- Jリーグカップ 得点王：1回（2021年）
- グランパスクラウン賞 特別優秀選手賞：1回（2023年）

## 代表歴
2013年から4年間、ユース世代のデンマーク代表でプレーした。
2017年12月11日にはスウェーデン代表とヨルダン代表との親善試合を戦うA代表に初招集されたが、出場機会はなかった。